# Lonnie Frisbee
Lonnie Ray Frisbee Anm.1 (* 6. Juni 1949 in Costa Mesa Anm.2; † 12. März 1993 in Orange County) war ein amerikanischer Hippie und Evangelist. Er war eine Schlüsselfigur der Jesus-People. Als Straßenprediger zu den Hippies, der selber Hippie war, trug er maßgeblich zum Aufstieg von Chuck Smiths Calvary Chapel bei. Mit seiner pfingstlerischen Betonung der Geistesgaben („Zeichen und Wunder“) machte er sich im gleichen Umfang beim Aufstieg von John Wimbers Vineyard-Bewegung verdient. Nachdem seine Homosexualität erneut bekannt geworden war, wurde er von bisherigen Weggefährten verleugnet und aus der Geschichtsschreibung getilgt. Er starb an AIDS. Markus Spieker bezeichnet Frisbee als einen der einflussreichsten Christen des 20. Jahrhunderts, und dennoch ist er aus den „frommen Annalen“ verschwunden.

## Frühes Leben
Frisbee wurde mit Klumpfuß geboren und wuchs in einer Ein-Eltern-Familie auf. Laut seinem Bruder wurde er vergewaltigt, als er acht Jahre alt war. Sein Vater brannte mit einer verheirateten Frau durch, woraufhin seine Mutter den verlassenen Ehemann ausfindig machte und heiratete. Durch seine Großmutter wurde Frisbee mit dem klassischen Pfingstlertum vertraut gemacht. Er zeigte großes Interesse für Kunst und für Kochen. Seine Gemälde wurden ausgezeichnet, und einmal trat er in der Fernsehsendung Shebang als Tänzer auf. Er wies Bohème-Charakterzüge auf und lief häufig von zu Hause weg. Seine Schulbildung war dürftig, lesen und schreiben konnte er nur mit Mühe.

## Als Hippie nach San Francisco
Wie viele Zeitgenossen nahm Frisbee Marihuana und LSD zur Selbstfindung.
Er experimentierte mit Hypnose und nannte sich ein „FKK-vegetarischer Hippie“.
Häufig las er während LSD-Trips in der Bibel. Einmal, als er sich zwecks Drogenkonsum mit einer Gruppe Hippies beim Wasserfall Tahquitz Falls nahe Palm Springs aufhielt, malte er ein Jesus-Bild an einem Felsen, las aus der Bibel über Johannes den Täufer vor und taufte dann die Gruppe im Fluss. Bei einem weiteren LSD-Trip am gleichen Ort hatte er eine Vision von Jesus, der ihm gezeigt habe, wie er (Frisbee) vor einer riesigen Menschenmenge, die den Herrn nach Erlösung anrief, das Evangelium predigte. Dies war zu viel für seine Freunde und Familie, daher zog er als Kunststudent nach San Francisco.
Dort traf er Ted Wise von Evangelical Concerns, die erste christliche Mission für Hippies, die in Haight-Ashbury ein Kaffeehaus namens Living Room Anm.3 und in Novato eine Kommune namens House of Acts Anm.4 betrieb.
Beim ersten Treffen mit Wise erzählte Frisbee davon, dass Jesus mit einer fliegenden Untertasse angekommen sei. Frisbee zog in das House of Acts ein. Indem er mit den Hausbewohnern die Bibel las, wurden seine Ansichten orthodoxer. Er holte Connie Bremer, eine Freundin aus seiner Heimatstadt, nach San Francisco und bekehrte sie. Das Paar wohnte platonisch im House of Acts zusammen und heiratete im April 1968.

## Calvary Chapel
Im Dezember 1965 war Chuck Smith Pastor einer von der Schließung bedrohten Kleinstgemeinde in Costa Mesa namens Calvary Chapel geworden. Durch seine Rundfunk-Predigten wuchs die Gemeinde auf fast 2000 Mitglieder an. Seine Ehefrau Kay half ihm, seine Abneigung gegen die Hippies von Huntington Beach zu überwinden und sie evangelisieren zu wollen. Über den Freund seiner Tochter lernte Smith Frisbee kennen, der im April 1968 auf der Durchreise war.
Frisbee war nicht nur Hippie, sondern erschien Smith auch als vom Heiligen Geist erfüllter Christ; Smith war überrascht, wie viel Liebe er ausstrahlte.
Daher setzte er Frisbee als inoffiziellen Missionar für die Hippies von Huntington Beach ein.
Im Mai 1968 zog auch Frisbees Frau Connie nach Costa Mesa nach.
Frisbee predigte den ganzen Tag und lud jeden zum abendlichen Bibelkreis.
Zunehmend gewann Frisbee Hippies für die Calvary Chapel. Diese brauchten nicht nur ein geistliches Programm, sondern auch Obdach und Verpflegung. Smith gründete das House of Miracles – die erste von vielen Calvary-Chapel-Kommunen – und setzte John Higgins Anm.5 und die Frisbees als Leiter ein.
Frisbee war die Schlüsselfigur für das starke Wachstum der Calvary Chapel zu jener Zeit.
Er entstammte der gleichen Gegenkultur wie viele seiner Hörer.
Besonders sein Mittwochabend-Bibelkreis war ein Magnet für junge Leute.
Selbst seine Freunde aus San Francisco waren erstaunt, wie erfolgreich er wirkte: Er sehe genau wie Jesus aus, seine Ansprache wirke hypnotisch, vielleicht sei es nur der Heilige Geist. Auch andere Zuhörer fanden die meisten Einzelaspekte seines Wirkens schlecht, das Gesamtergebnis aber sehr überzeugend.
Eine Person, die er bekehrte, war Greg Laurie. Anm.6
1971 war der Höhepunkt der Berichterstattung über die Jesus-People, mit umfangreichen Artikeln in TIME und anderen Zeitschriften, einschließlich Bildern von Frisbee.
Im Sommer 1971 war er Gast in der Fernsehsendung der TV-Evangelistin Kathryn Kuhlman.
Allmählich gewann Frisbee den Eindruck, dass die Gemeinde sein Wirken einschränken wollte. Zunehmend betonte er pfingstlerische Versuche mit den Geistesgaben. Daher richtete Smith eine „Afterglow“-Stunde (dt.: Nachglühen) nach dem Gottesdienst als besseren Ort für die Ausübung von Geistesgaben ein. Ende 1971 verließen die Frisbees die Calvary Chapel.
Sie zogen nach Florida und schlossen sich Bob Mumford von der Shepherding-Bewegung an. 1973 wurden sie geschieden.

## Vineyard-Bewegung
Aufgrund seines dynamischen, charismatischen Bibelkreises wurde John Wimber gebeten, die Quäker-Gemeinde in Yorba Linda zu verlassen. Daher gründete er dort im Mai 1977 eine Calvary-Chapel-Tochtergemeinde. Wimber setzte die Geistesgaben in sein Werben für den Glauben ein, und er erwarb auch die Gabe der Krankenheilung. 1980 begann Frisbee die Gemeinde zu besuchen, als sie 700 Personen umfasste. Abends am Muttertag 1980 hielt er dort eine Ansprache. Er kündigte an, dass der Heilige Geist auf die Gemeindemitglieder unter 25 kommen würde. Zungenrede brach aus, und viele wurden „im Geist erschlagen“. Dieses Ereignis war der Wendepunkt im Aufstieg von Wimbers Gemeinde zur weltweiten Vineyard-Bewegung.
So übte Frisbee einen starken Einfluss auf die „Zeichen und Wunder“-Theologie, für die Wimber bekannt wurde. Frisbee und Wimber unternahmen Missionsreisen, etwa nach Südafrika und Europa.

## Person non grataund Tod
Bereits mit fünfzehn Jahren soll Frisbee der schwulen Subkultur von Laguna Beach angehört haben; in Haight-Ashbury war er der schwulen Subkultur beigetreten. 
Am Anfang seiner Zeit bei der Calvary Chapel bekannte er offen, dass Gott ihn von der Homosexualität befreit habe; da man ihn aber hierfür wie einen Aussätzigen behandelte, ließ er das Thema später weg.
1983 beichtete ein junger männlicher Calvary-Chapel-Gottesdienstbesucher, dass er eine sechsmonatige Affäre mit Frisbee gehabt habe. Kurz darauf fragte Chuck Smiths Sohn Wimber, wie man in Vineyard mit Frisbees Homosexualität umgehe. Daraufhin kündigte Vineyard Frisbee fristlos.
Nach Bekanntwerden seiner Sexualität wurde Frisbee aus der Geschichte der Bewegungen wegretuschiert, zu deren Wachstum er maßgeblich beigetragen hatte. Anm.7 Anm.8
Danach unternahm Frisbee Missionsreisen nach Südafrika und Südamerika und litt an Depressionen. Er erkrankte an AIDS und starb. Beim Trauergottesdienst in Robert Schullers Crystal Cathedral verglich man ihn mit dem biblischen Helden Simson.
Laut Di Sabatino behauptete Frisbee nie, seine homosexuellen Neigungen seien natürlich. Stowe dagegen vergleicht Frisbees Schicksal mit dem von Marsha Stevens, der Sängerin der Jesus-Music-Gruppe Children of the Day, die auch deren Titel For those tears I died schrieb, eines der populärsten Jesus-Music-Lieder überhaupt. Anm.9 Nachdem sie sich als lesbisch geoutet hatte, wurden ihre Lieder aus Gesangbüchern herausgerissen. Später gründete sie Born Again Lesbian Music (BALM). Nach der Zeitschrift The Christian Century ist sie der „schlimmste Albtraum“ konservativer Christen.

## DokumentarfilmFrisbee: The Life and Death of a Hippie Preacher
David Di Sabatinos Dokumentarfilm Frisbee: The Life and Death of a Hippie Preacher (2005) ist nach Luhrmann die reichhaltigste Quelle über Frisbee.
Er wurde vom Newport Beach Film Festival angenommen und im ausverkauften Lido Theater gezeigt, danach auf sechs weiteren Filmfestivals. 2007 wurde er für einen Emmy nominiert.

## Schriften
- Lonnie Frisbee, Roger Sachs: Not by Might nor by Power: The Jesus Revolution. Freedom Publications, Santa Maria (Kalifornien) 2012, ISBN 0-9785433-1-9 (Freedom Publications ist Teil von Roger Sachs' Freedom Crusade).